# Frattaminore
Frattaminore község (comune) Olaszország Campania régiójában, Nápoly megyében.

## Fekvése
Nápolytól 13 km-re északra fekszik. Határai: Crispano, Frattamaggiore, Orta di Atella és Sant’Arpino.

## Története
A 13. században alakult ki, miután néhány frattamaggiorei család új települést alapított Frattapicula néven. A 13. században épült fel a vizesárokkal körülvett vára is, amelyben a vidék hűbérurai laktak. Az új település temploma az 1500-as évek elejére készült el. Az 1750-es években a település ura a policastrói Caraffa család lett. Ekkor épült fel a grófi palota, meg számos templom és kisebb palota.

## Népessége
A népesség számának alakulása:

## Főbb látnivalói
- Palazzo Baronale
- San Simeone Profeta-templom
- San Maurizio-templom